# Marvin Potzmann
Marvin Potzmann (* 7. Dezember 1993 in Wien) ist ein österreichischer Fußballspieler auf der Position eines Mittelfeldspielers.

## Karriere

### Verein
Potzmann begann seine Karriere bei Post SV Wien, wo er von 1999 bis 2001 aktiv war. 2001 wechselte er ins Burgenland zum SV Ollersdorf, wo er bis 2007 in deren Jugendmannschaft war. Danach wurde er in die Akademie Burgenland aufgenommen und kam ein Jahr später in die Jugendabteilung des SV Mattersburg.
2010 kam dann der nächste Karrieresprung und Potzmann kam in den Kader der Mattersburger Amateure in der Regionalliga Ost. Dort wurde er in seiner ersten Saison elf Mal eingesetzt. Die Amateure wurden Zehnter der Liga. In der darauffolgenden Saison reifte der Mittelfeldspieler zum Stammspieler. Durch diese guten Leistungen wurde er vom Trainer der ersten Mannschaft Franz Lederer belohnt und gab sein Debüt in der höchsten österreichischen Spielklasse am 22. Mai 2011 im Auswärtsspiel gegen den Kapfenberger SV. Potzmann wurde in der 67. Minute für Ilčo Naumoski eingewechselt. Das Spiel in Kapfenberg wurde 1:2 verloren.
Nach dem Abstieg des SV Mattersburg im Jahr 2013 wechselte er zum SV Grödig, der im selben Jahr aufstieg. Nach zwei Saisonen in Salzburg verlängerte er seinen im Juni 2015 auslaufenden Vertrag nicht und wechselt ablösefrei zu Sturm Graz. Bei den Steirern unterschrieb er einen Vertrag für zwei Jahre mit der Option auf ein weiteres.
Zur Saison 2018/19 wechselte er zum Ligakonkurrenten SK Rapid Wien, bei dem er einen bis Juni 2021 laufenden Vertrag erhielt. Für Rapid absolvierte er in jener Saison 21 Bundesligaspiele, in denen er ein Tor erzielte.
Im August 2019 wechselte er zum Ligakonkurrenten LASK, bei dem er einen bis Juni 2022 laufenden Vertrag erhielt. Nach der Saison 2022/23 verließ er die Linzer nach 72 Bundesligaeinsätzen. Zur Saison 2023/24 zog er dann weiter innerhalb der Liga zum FK Austria Wien, bei dem er bis Juni 2025 unterschrieb. Für die Austria kam er zu 38 Bundesligaeinsätzen. Nach seinem Vertragsende verließ er die Wiener nach der Saison 2024/25.
Zur Saison 2025/26 wechselte er anschließend zum viertklassigen TuS Bad Waltersdorf.

### Nationalmannschaft
Potzmann kam zwischen 2008 und 2010 für Österreichs U-16-, U-17- und U-18-Teams zum Einsatz.
Im Mai 2018 wurde er erstmals in den Kader der A-Nationalmannschaft berufen.

## Erfolge
- Österreichischer Cup-Sieger: 2018